# Szandi
Pintácsi Alexandra, művésznevén Szandi (Budapest, 1976. július 7.) kétszeres EMeRTon-díjas magyar énekesnő. Máig ő a legfiatalabb platinalemezes előadó Magyarországon.

## Pályája
1988-ban szerepelt a Nyomorultak és a Bestiák című rockoperákban a Szegedi Szabadtéri Játékokon. Még 12 éves sem volt, amikor 400 jelentkező közül ő lett a Mini Tini popénekes-pályázat győztese.
Az év karácsonyán Viki nővére egy Old Boys koncerten meglátta Fenyő Miklóst, odament hozzá és megkérte, hogy hallgassa meg húgát. Neki azonnal feltűnt Szandi érett hangja, amely a korához képest igen kiemelkedő volt, és ezzel kezdetét vette karrierje. 1989 novemberében jelent meg első albuma Kicsi lány címmel, s ez hetek alatt 270 ezer példányban fogyott el. Ezzel ő lett a legfiatalabb magyar platinalemezes előadó. Pályája első éveiben gyakran jelent meg svájcisapkában. Ez úgy lett egyik ismertetőjele, hogy amikor meglátogatta Fenyőéket, a folyosón lévő üveges szekrény felső polcáról leesett a sapka és Szandi felpróbálta. Ez az összkép nagyon megtetszett Fenyőnek, és Szandin 'rajta maradt' a piros svájcisapka, melyben a második albumának borítóján is pózol. Az eredeti svájcisapkát, az egyik Fenyő-koncerten a közönség közé dobta, utána rajongóitól kapott egy hasonlót.
A sportlovaglásban szintén sikereket ért el. Élete első galoppversenyén második helyezett lett. Később saját lovat is kapott. Egy 1993-as súlyos lovasbaleset miatt aztán felhagyott a lovaglással.
1990-ben megjelent Tinédzser l’amour című lemezéből is jóval több mint 250 ezer darab fogyott. 1991-ben eljátszotta az életén alapuló film, a Szerelmes szívek főszerepét, a gimnazista Timit. Abban az évben ez lett a legnézettebb mozifilm, több mint egymillióan látták. Azonos című filmzenealbuma, a Szerelmes szívek is 250 ezer példányban eladott platinalemez lett.
Fenyő Miklóssal összesen négy lemezt készített, de 1993-ban véget ért ez a munkakapcsolat. Ugyanebben az évben Szandi 5 címmel feldolgozáslemezt készített, amelynek producere Bogdán Csaba volt. 1994-ben Szikora Róbert írt neki lemezt Tizennyolc címmel. 1995-től lemezeinek producere és zeneszerzője Bogdán Csaba. Napjainkig 13 CD-albumot készítettek együtt. A hazai lemezeken kívül Japánban is jelent meg saját angol nyelvű lemeze. A legutóbbi, 2019-es Bolond nyár című albuma aranylemez lett, az ezt megelőző 2014-es Szandi 25 album pedig kétszeres platinalemez.
1998-tól Frufru szerepét játszotta a Hotel Menthol musicalben a Fővárosi Operettszínházban. Szintén ebben az évben az Azok a szép napok című zenés vetélkedőműsor műsorvezetője Vágó István oldalán. Ezekben az években a Dáridó című TV-műsorban is rendszeres fellépő volt.
2000-ben a köztársasági elnöktől Ezüst Érdemrendet kapott jótékonysági tevékenységéért.
2013-ban a Nagy duett című műsorsorozatban szerepelt. Partnere Zsidró Tamás volt.
2013-tól 3 évadon keresztül tanár és zsűritag az Ének iskolája című műsorsorozatban a TV2-n.
2013-ban a Sztárban sztár című TV2-es műsor első szériájának női győztese.
2018-ban a Csak show és más semmi című, a TV2-n sugárzott vetélkedő szereplője.
2019-ben Blanka lányával, aki néha duettpartnere a színpadon is, közös légtornaprodukciót adtak elő a Magyar Nemzeti Cirkuszban.
2021-ben az Álarcos énekes egyik nyomozója volt, a műsor az RTL Klub-on futott.
2024-ben A DAL 2024 egyik zsűritagja volt.

## Magánélete
Tizenhat évesen ismerkedett meg későbbi férjével, Bogdán Csabával, az Első Emelet zeneszerző-gitárosával, miközben turnéjához keresett zenészeket. A közöttük lévő 16 év korkülönbség miatt eleinte Szandi édesapja nem nézte jó szemmel kapcsolatukat. Szandi 1996-ban Csabához költözött, majd 1999-ben összeházasodtak. Három gyermekük született, Blanka, Domonkos és Csaba.
Nővére, Pintácsi Viki is énekesnő, akinek négy  hanglemeze jelent meg.

## Díjai
- 1989: Az év ígérete
- 1990: 2 db Emerton-díj (Az év lemeze, Az év énekesnője)
- 1990, 1991, 1992: Az év énekesnője
- 1991, 1992: 2 db Arany Zsiráf-díj
- 1991: Arany Egér-díj
- 1992: Victory Életműdíj – 500 ezer eladott lemez után.
- 2000: A Magyar Köztársasági Elnöki Ezüstérem[1]
- 2008. március 15. Nagykáta város díszpolgári címe

## Külföldi fellépései
- 1991: Franciaország (Midem fesztivál)
- 1992–2020: Szlovákia
- 1993–2016: Jugoszlávia, Szlovénia, Szerbia
- 1994: Kanada, Németország
- 1996: Mexikó
- 1997: Ukrajna
- 1997: Hong Kong (Midem fesztivál)
- 1997–2020: Románia
- 2013: Izrael
- 2015: USA
- 2017: Kanada

## Diszkográfia
| Saját albumok - 1989 Kicsi lány - 1990 Tinédzser l’amour - 1991 Szerelmes szívek - 1992 I Love You Baby - 1992 Aranyos - 1993 Szandi - 1994 Tizennyolc - 1995 Szan-di-li - 1996 Bumeráng Party - 1997 Dancing flame - 1998 Azok a szép napok - 1999 Kedvenc dalaim - 2000 Dúdold a szív dallamát - 2002 Minden percem a szerelemé - 2003 Egyszer az életben - 2005 Tárd ki a szíved - 2006 Best of Szandi Remix 2006 - 2009 Rabold el a szívemet - 2014 Szandi25. Jubileumi Album - 2019 Bolond nyár | Válogatáslemezek, amelyeken megjelent - 1990 Pop Tari Top 5. - 1991 Pop Tari Top 6. - 1994 Mindannyian mások vagyunk - 1995 Bravissimo 2 - 1996 Juventus Olimpia, Karácsonyi csillagok 1., Sláger Olimpia - 1997 Best of szerelem - 1997 Dance Party az Első Emeleten, Karácsonyi Csillagok 2. - 1996-97 Japán, Dél-Afrika, Thaiföld, Brazília, Dánia, Csehország - 1998 Bravissimo 5. - 1998–99 EMI újdonságok - 1999 Sztárcsengő - 2003 Mulass velünk - 2006 A nagy Rock'n Roll lemez - 2007 A nagy retro mix album - 2008 A nagy hazai házibulilemez folytatódik - 2011 BEST of 1992 - 2011 BEST of 1996 | Maxi kislemezek - 1995 Jódli dili - 1996 Bumeráng Party - 1997 Yodeling's On The Scene - 1998 Azok a szép napok - 1999 Vár a tánc - 2000 Dúdold a szív dallamát - 2002 Minden percem a szerelemé - 2003 Volt egy tűzszínű nyár - 2005 Tárd ki a szíved - 2006 Szerelmes szívek - 2009 Vándormadár | Külföldön megjelent Szandi CD-k - 1996 L'OREAL válogatás - 1996 Algarve EMI International - 1996 Boa Forma Dance Academy - 1996 Dance Mission - 1997 Dance Mania Japán 2. - 1997 Dancing Flame /Önálló angol nyelvű album/ - 1997 Yodeling on the Scene - 1998 Dance Mania 3. |

## Színházi szerepe
A Színházi adattárban regisztrált bemutatóinak száma: 1.
| Darab         | Szerep | Színház                 | Bemutató         | Forrás |
| ------------- | ------ | ----------------------- | ---------------- | ------ |
| A bestia      | N/A    | Rock Színház            | 1988. július 21. | [ 3 ]  |
| Hotel Menthol | Frufru | Fővárosi Operettszínház | 1998.Február 28. |        |